# Anoplocheilus punctatissimus
Anoplocheilus punctatissimus är en skalbaggsart som beskrevs av Thierry Bourgoin 1919. Anoplocheilus punctatissimus ingår i släktet Anoplocheilus och familjen Cetoniidae. Inga underarter finns listade i Catalogue of Life.